# Misael Pastrana
Misael Pastrana, né le 14 novembre 1923 à Neiva et mort le 21 août 1997 à Bogota, est un avocat et homme d'État colombien, président de la République de 1970 à 1974. Il est le père d'Andrés Pastrana Arango qui est aussi président de la République de 1998 à 2002.

## Études
Après avoir suivi ses études à la prestigieuse université pontificale Javeriana à Bogota et obtenu un doctorat de droit  le 19 juillet 1945, il va à Rome (Italie) pour étudier le droit pénal à l'institut Ferri.

## Carrière
Misael Pastrana est secrétaire de l'ambassade colombienne au Saint-Siège entre 1947 et 1949 sur désignation du président Mariano Ospina Pérez.
Membre du Parti conservateur (qu'il fera par la suite renommer Parti social conservateur), il est secrétaire particulier du président Mariano Ospina Pérez (1949-1952) et trois fois ministre pendant la seconde présidence libérale de Alberto Lleras Camargo (1958-1962). Il est ministre pendant le mandat du président Carlos Lleras Restrepo (1966-1968), et porte au Congrès une réforme constitutionnelle. Il est ambassadeur de Colombie à Washington de 1968 à 1969, date à laquelle il rentre en Colombie pour participer à la campagne présidentielle.
Nommé président du Prix Sasakawa  du Programme des Nations unies pour l'environnement (Unep) en reconnaissance de son action pour promouvoir le premier Code environnemental des ressources naturelles, sa mémoire est célébrée lors de la conférence annuelle organisée par les Nations unies et qui porte son nom. Il est vice-président du Prix Unesco de l'éducation pour la paix et a co-fondé, dans les années 1970 et avec Jean-Jacques Servan-Schreiber, le World Center of Computer Science, qui révèle de jeunes informaticiens comme Nicholas Negroponte.

## Président de la République
Le 19 avril 1970 Misael Pastrana est élu président de la Colombie avec 1 625 025 votes, à l'issue d'un scrutin truqué afin d’empêcher l'élection de Gustavo Rojas Pinilla.
Dans son gouvernement commencent les opérations de l'Usine Renault de Envigado, et la première voiture produite en Colombie est la Renault 4. Le président Misael Pastrana offre une ligne de crédit confortable pour l'achat des voitures Renault.
Le gouvernement exécute l'opération Anorí contre l'ELN dans le département d'Antioquia. D'autre part, les exportations de manufactures croissent de 98.8 millions de dollars à 526.1 millions ; on produit un million de nouveaux postes de travail ; à travers le Plan de Développement Rural Intégré (DRI), on a structuré une politique pour aider à travers la réforme agricole aux paysans sans terre et les petits propriétaires ; le projet de réforme constitutionnelle est présenté au Congrès, en accordant le droit au vote à partir des 18 années, projet approuvé deux années après son administration ; on créé le Tribunal Disciplinaire. 
L'administration Pastrana discute avec le Venezuela (pays avec lequel il y a eu danger d'affrontement militaire) sur la délimitation secteurs marins et sous-marins ; et il signe une convention avec le Saint Siège pour la réforme du Concordato. Comme ex président, Misael Pastrana Borrero fonde, le 24 janvier 1977, la revue Tiret ; écrit plusieurs livres, entre eux « la Colombie : vocation bipartidista dans un siècle d'histoire » (1984), et a été président, dans plusieurs occasions, de l'Annuaire National Conservateur.